# Daniel Pick
Daniel Pick (* 1960 in Großbritannien) ist ein britischer Historiker, Psychoanalytiker, Hochschullehrer und Autor.

## Leben
Pick schloss sein Studium der englischen Sprache am Jesus College in Cambridge als Tripos ab, bevor er im Fach Geschichte am King’s College in Cambridge promoviert wurde. Er war Research Fellow am Christ’s College in Cambridge, bevor er als Dozent nach London an das Queen Mary College ging, wo er zuletzt als Professor tätig war. 1995 wurde er Professor für Geschichte am Birkbeck College der University of London. Dort lehrt er hauptsächlich Geschichte der Psychoanalyse und der Psychiatrie.
Pick ist Herausgeber der Zeitschrift History Workshop Journal.

## Ehrungen und Auszeichnungen
- Fellow der Royal Historical Society, London.
- Fellow der British Psychoanalytical Society, London.

Forschungsstipendien
- Wellcome Trust
- Leverhulme Trust
- Royal Society
- Economic and Social Research Council (ESRC)
- International Psychoanalytical Association
- 2013: Eric T. Carlson Award for Contributions to the History of Psychiatry des Weill Cornell Medical College

## Veröffentlichungen
- Faces of Degeneration: A European Disorder c. 1848–1918. Cambridge University Press, Cambridge 1993, ISBN 0-521-36021-8.
- War Machine: The Rationalisation of Slaughter in Modern Age. Yale University Press, New Haven 1996, ISBN 0-300-06719-4.
- Svengali’s Web: The Alien Encounter in Modern Culture. Yale University Press, New Haven 2000, ISBN 0-300-08204-5.
- Rome or Death: The Obsessions of General Garibaldi. Cape Books, London, England 2008, ISBN 978-0-224-07179-6.
- The Pursuit of the Nazi Mind: Hitler, Hess, and the Analysts. Oxford University Press, Oxford/New York City 2012, ISBN 978-0-19-954168-3.[1]
- Psychoanalysis: A very short introduction. Oxford University Press, New York City 2015, ISBN 978-0-19-922681-8.
  - deutsch: Psychoanalyse. Eine sehr kurze Einführung. Turia + Kant, Wien/Berlin 2019, ISBN 978-3-85132-926-1.